# Asiabadus
Asiabadus is een geslacht van spinnen uit de familie bodemjachtspinnen (Gnaphosidae).

## Soorten
De volgende soorten zijn bij het geslacht ingedeeld:
- Asiabadus asiaticus (Charitonov, 1946)